# Deltochilum plebejum
Deltochilum plebejum är en skalbaggsart som beskrevs av Vladimir Balthasar 1939. Deltochilum plebejum ingår i släktet Deltochilum och familjen bladhorningar. Inga underarter finns listade i Catalogue of Life.